# Ramón Rucabado
Ramón Rucabado Comerma (* Barcelona, 10 de diciembre de 1884 - ibídem, 1966), escritor y periodista español. 

## Biografía
Hijo de Manuel Rucabado, natural de Barcelona, y de Ángela Comerma, originaria de Tarrasa. Estudió en las Escuelas Pías de Sabadell, examinándose del Bachillerato en el Instituto General y Técnico de Barcelona. Cursó estudios de derecho en la Universidad de Barcelona (1913-1917). 
Toda su vida profesional transcurrió en La España Industrial (fundada en 1847 y que puede considerarse la primera empresa industrial catalana), llegando a ejercer el puesto de apoderado. Contrajo matrimonio en 1915 con Clara Verdaguer i Puigdollers, sobrina-nieta del sacerdote y escritor Jacinto Verdaguer, con la que tuvo diez hijos: Francesc, Joan, Manuel, Pere, Maria, Roser, Josep-Oriol, Montserrat, Mariàngela y Agustí.
Rucabado fue el primer secretario de la Sociedad de Estudios Económicos de Barcelona y en el año 1908 inauguró, como conferenciante, la cátedra libre de Economía Política. También fue vicepresidente de la Sección Permanente de Educación del Centre Autonomista de Dependents del Comerç i de la Indústria (CADCI) de Sabadell. 
Brillante polemista católico, defendió los principios sociales y morales del cristianismo de la época, aportando una visión personal crítica a una variedad de temas (desde el cine hasta la responsabilidad personal de obreros y patronos).
Fue director del semanario Catalunya Social (1921-1936) y colaboró en las revistas La Veu de Catalunya, Cataluña, La Paraula Cristiana, La Revista, etc. Publicó más de veinte libros y opúsculos. En el año 1942 inició una colaboración regular en el Diario de Barcelona que perduraría hasta su muerte.
Fundó la asociación de Amigos de San Raimundo de Peñafort, santo patrono de los abogados cuyo sepulcro se encuentra en la Catedral de Barcelona, ayudando a revivir su culto con benemérito éxito.

## Rucabado y la creación de una facultad de economía en Barcelona
En su calidad de Secretario de la Societat d'Estudis Econòmics, [Rucabado] hizo
varias desiderata de acción educativa referentes a la enseñanza pública y
privada de la Economía, tal es el caso de la difusión -previa a la creación- de
asociaciones de estudios económicos, tratando de fomentar este tipo de
enseñanzas en las escuelas especiales, pero al mismo tiempo propuso la
erección de una Facultad de Economía, señalando la carencia de un centro de
este tipo en España, y considerándolo como capital no sólo para la preparación
de los cargos de la Administración Pública sino también para la formación de
los hombres de negocios y para la conveniente preparación administrativa y
financiera de los parlamentarios y de todos los concejales de los municipios.
Gómez Rojo, M.E. (2006) Historiografía Jurídica y Económica y Pensamiento Jurídico-Público, Social y Económico de Manuel Reventós i Bordoy (1888-1942) (enlace roto disponible en Internet Archive; véase el historial, la primera versión y la última).

## Obras principales
Libros La enseñanza comercial y económica, Societat d’Estudis Ecònomics, Barcelona, 1911 
Apuntes sobre Geografía económica en Bélgica, Junta de Ampliación de Estudios, Madrid, 1913
Socialisme espiritual, Ed.Catalana, Barcelona, 1919
El cinematograf en la cultura i en els costums, Ed.Catalana, Barcelona, 1920
Compendi d'educació civil, Ajuntament de Sabadell, Sabadell, 1920
Contra el joc i el pacte amb el joc, Ed.Políglota, Barcelona, 1922
Angoixes socials, Ed.Políglota, Barcelona, 1923
Bandera d'escandol, Ed.Políglota, Barcelona, 1934
La custodia de fuego, Ed.Balmes, Barcelona, 1940
Iglesias en el cielo, Ed.Balmes, Barcelona, 1940
Artículos
«Propaganda Econòmica i creació d'una Facultat d'Economia», Estudis Universitaris Catalans, II (noviembre-diciembre de 1908)
«¿Es conveniente a los niños el cinematógrafo?», Revista de Educación, N.º 2, II/1911